# Mars Di Bartolomeo

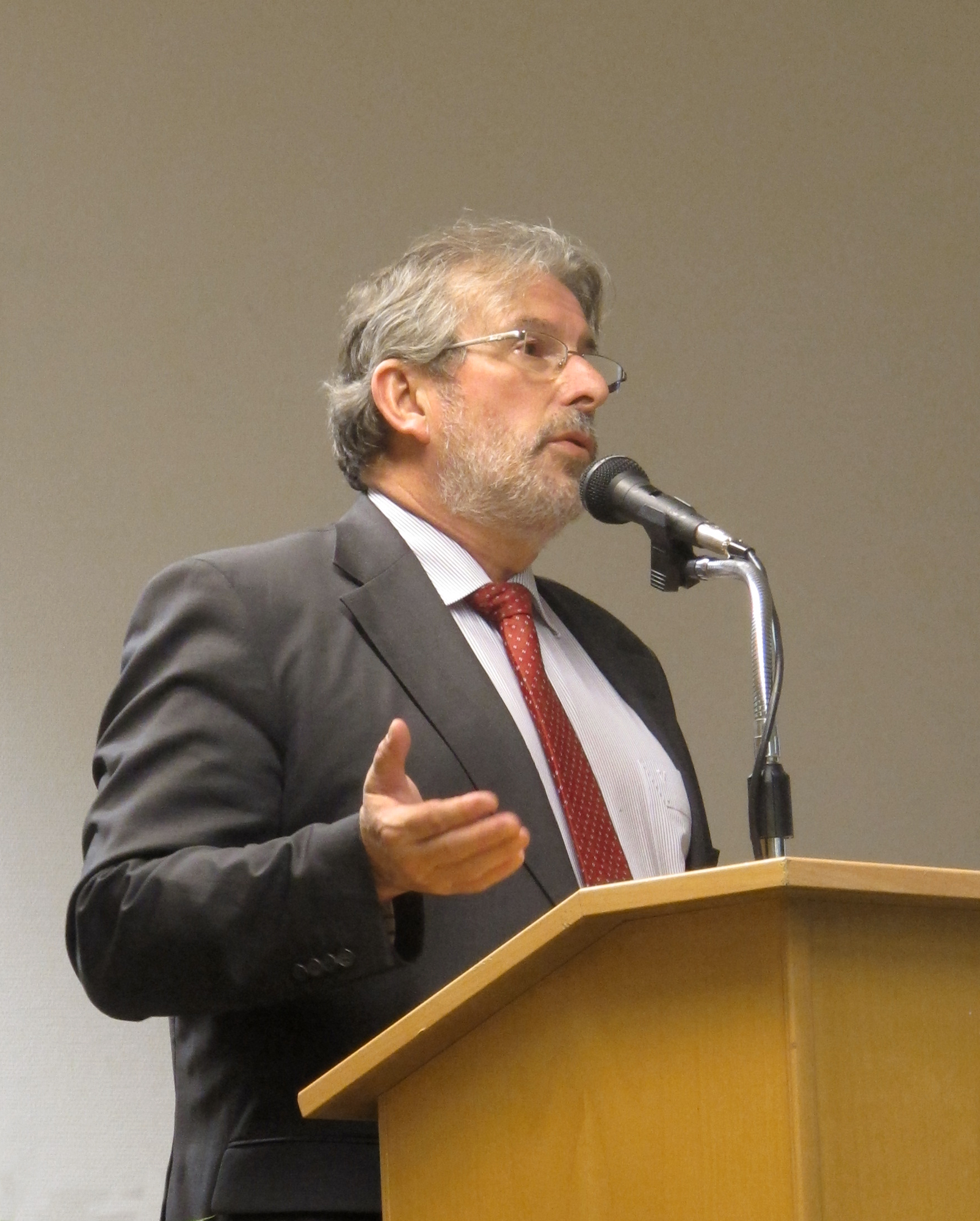
Mars Di Bartolomeo (2012).

Mars Di Bartolomeo (* 27. Juni 1952 in Düdelingen) ist ein luxemburgischer Politiker der LSAP. Von Dezember 2013 bis Dezember 2018 war er Präsident der Chambre des Députés.

## Leben
Bartolomeo besuchte das Lycée de Garcons-Gymnasium in Esch an der Alzette, welches er mit dem Abitur abschloss. Von 1972 bis 1984 war Bartolomeo als Journalist für die luxemburgische Zeitung Tageblatt. Zeitung fir Lëtzebuerg tätig. Bartolomeo wurde Mitglied in der sozialdemokratischen Partei Lëtzebuerger Sozialistesch Aarbechterpartei. 1987 wurde er Mitglied im Stadtrat von Düdelingen, wo er von 1994 bis 2004 Bürgermeister war. Von 1989 bis 2004 war er bis zu seinem Wechsel in die Regierung Abgeordneter im Parlament von Luxemburg. In der Regierung übernahm er von 2004 bis Ende 2013 das Amt des Gesundheitsministers in Luxemburg. Anschließend folgte er im Dezember 2013 Laurent Mosar (CSV) als Präsident der Chambre des Députés. 2018 wurde mit Fernand Etgen (DP) sein Nachfolger gewählt. Weiterhin ist er Mitglied der Abgeordnetenkammer. 